# A feröeri úszósport aktuális országos csúcsai
A feröeri úszósport országos csúcsait a Feröeri Úszószövetség (Svimjisamband Føroya, SSF) hitelesíti.

## Hosszú pálya (50 m)

### Férfiak
| Szám                 | Idő      | Úszó                                                            | Dátum       | Esemény                                | Helyszín           | Ref |
| -------------------- | -------- | --------------------------------------------------------------- | ----------- | -------------------------------------- | ------------------ | --- |
| 50 m gyors           | 23,48    | Magnus Jákupsson                                                | 2012.07.13. | dán bajnokság                          | Dánia, Esbjerg     |     |
| 100 m gyors          | 51,91    | Pál Joensen                                                     | 2012.07.10. | dán bajnokság                          | Dánia, Esbjerg     |     |
| 200 m gyors          | 1:48,98  | Pál Joensen                                                     | 2012.03.23. | Danish Open                            | Dánia, Koppenhága  |     |
| 400 m gyors          | 3:46,84  | Pál Joensen                                                     | 2012.03.22. | Danish Open                            | Dánia, Koppenhága  |     |
| 800 m gyors          | 7:45,55  | Pál Joensen                                                     | 2011.07.26. | 2011-es úszó-világbajnokság            | Kína, Sanghaj      |     |
| 1500 m gyors         | 14:46,33 | Pál Joensen                                                     | 2011.08.31. | 2011-es úszó-világbajnokság            | Kína, Sanghaj      |     |
| 50 m hát             | 26,34    | Magnus Jákupsson                                                | 2012.07.10. | dán bajnokság                          | Dánia, Esbjerg     |     |
| 100 m hát            | 56,64    | Magnus Jákupsson                                                | 2012.07.15. | dán bajnokság                          | Dánia, Esbjerg     |     |
| 200 m hát            | 2:04,12  | Magnus Jákupsson                                                | 2012.07.06. | 2012-es ifjúsági úszó-Európa-bajnokság | Belgium, Antwerpen |     |
| 50 m mell            | 29,43    | Róland Toftum                                                   | 2017.04.05. | Danish Open                            | Dánia, Bellahøj    |     |
| 100 m mell           | 1:05,34  | Róland Toftum                                                   | 2017.04.04. | Danish Open                            | Dánia, Bellahøj    |     |
| 200 m mell           | 2:21,71  | Pál Joensen                                                     | 2015.05.31. | Bergen Swim Festival                   | Norvégia, Bergen   |     |
| 50 m pillangó        | 24,69    | Magnus Jákupsson                                                | 2012.07.04. | 2012-es ifjúsági úszó-Európa-bajnokság | Belgium, Antwerpen |     |
| 100 m pillangó       | 54,12    | Magnus Jákupsson                                                | 2012.07.07. | 2012-es ifjúsági úszó-Európa-bajnokság | Belgium, Antwerpen |     |
| 200 m pillangó       | 2:06,05  | Óli Mortensen                                                   | 2016.03.13. | feröeri bajnokság                      | Feröer, Vágur      |     |
| 200 m vegyes         | 2:06,92  | Magnus Jákupsson                                                | 2012.07.13. | dán bajnokság                          | Dánia, Esbjerg     |     |
| 400 m vegyes         | 4:30,17  | Alvi Hjelm                                                      | 2016.04.15. | Danish Open                            | Dánia, Bellahøj    |     |
| 4x100 m gyorsváltó   | 3:42,95  | Róland Toftum Rói Bech Eyðbjørn Joensen Húni Vestergaard        | 2016.03.13. | feröeri bajnokság                      | Feröer, Vágur      |     |
| 4x200 m gyorsváltó   | 8:11,63  | Marius Gardshodn Birni Sigvardsen Óli Mortensen Niels Nattestad | 2016.03.12. | feröeri bajnokság                      | Feröer, Vágur      |     |
| 4x100 m vegyes váltó | 4:12,18  | Eyðbjørn Joensen Róland Toftum Rói Bech Húni Vestergaard        | 2016.03.11. | feröeri bajnokság                      | Feröer, Vágur      |     |

### Nők
| Szám                 | Idő      | Úszó                                                                    | Dátum                   | Esemény                                                              | Helyszín                                           | Ref |
| -------------------- | -------- | ----------------------------------------------------------------------- | ----------------------- | -------------------------------------------------------------------- | -------------------------------------------------- | --- |
| 50 m gyors           | 27,06    | Astrið Foldarskarð                                                      | 2016.04.15.             | Danish Open                                                          | Dánia, Bellahøj                                    |     |
| 100 m gyors          | 58,67    | Sára Ryggshamar Nysted                                                  | 2016.01.24.             | Reykjavík International Games                                        | Izland, Reykjavík                                  |     |
| 200 m gyors          | 2:05,66  | Sára Ryggshamar Nysted                                                  | 2016.07.08.             | 2016-os ifjúsági úszó-Európa-bajnokság                               | Magyarország, Hódmezővásárhely                     |     |
| 400 m gyors          | 4:22,79  | Sára Ryggshamar Nysted                                                  | 2016.07.07.             | 2016-os ifjúsági úszó-Európa-bajnokság                               | Magyarország, Hódmezővásárhely                     |     |
| 800 m gyors          | 9:09,34  | Vár E. Eidesgaard                                                       | 2016.04.15.             | Danish Open                                                          | Dánia, Bellahøj                                    |     |
| 1500 m gyors         | 17:25,28 | Vár E. Eidesgaard                                                       | 2016.04.13.             | Danish Open                                                          | Dánia, Bellahøj                                    |     |
| 50 m hát             | 29,59    | Signhild Joensen                                                        | 2017.04.04.             | Danish Open                                                          | Dánia, Bellahøj                                    |     |
| 100 m hát            | 1:03,38  | Signhild Joensen                                                        | 2017.04.03.             | Danish Open                                                          | Dánia, Bellahøj                                    |     |
| 200 m hát            | 2:14,01  | Signhild Joensen                                                        | 2017.04.05.             | Danish Open                                                          | Dánia, Bellahøj                                    |     |
| 50 m mell            | 34,61    | Ásbjørg Hjelm                                                           | 2015.01.17. 2016.07.06. | Reykjavík International Games 2016-os ifjúsági úszó-Európa-bajnokság | Izland, Reykjavík · Magyarország, Hódmezővásárhely |     |
| 100 m mell           | 1:15,77  | Ásbjørg Hjelm                                                           | 2015.01.18. 2015.06.26. | Reykjavík International Games 2015. évi Európa játékok               | Izland, Reykjavík · Azerbajdzsán, Baku             |     |
| 200 m mell           | 2:43,22  | Beinta P. Debes                                                         | 2017.04.10.             | Swim Open                                                            | Svédország, Stockholm                              |     |
| 50 m pillangó        | 29,56    | Astrið Foldarskarð                                                      | 2014.03.3.0             | Danish Open                                                          | Dánia, Bellahøj                                    |     |
| 100 m pillangó       | 1:04,58  | Poula Ø. Mohr                                                           | 2013.07.28.             | 2013-as úszó-világbajnokság                                          | Spanyolország, Barcelona                           |     |
| 200 m pillangó       | 2:28,40  | Jana B. Thomsen                                                         | 2017.03.04.             | SuSvim-bajnokság                                                     | Feröer, Vágur                                      |     |
| 200 m vegyes         | 2:20,41  | Sára Ryggshamar Nysted                                                  | 2016.01.23.             | Reykjavík International Games                                        | Izland, Reykjavík                                  |     |
| 400 m vegyes         | 4:59,73  | Sára Ryggshamar Nysted                                                  | 2016.07.06.             | 2016-os ifjúsági úszó-Európa-bajnokság                               | Magyarország, Hódmezővásárhely                     |     |
| 4x50 m gyorsváltó    | 1:59,53  | Eva Trygvadóttir Turið S. Christiansen Cecilia Eysturdal Óluva Jacobsen | 2010.06.19.             | DÅM 2010                                                             | Dánia, Gladsaxe                                    |     |
| 4x100 m gyorsváltó   | 4:04,84  | Lív E. Eidesgaard Vár E. Eidesgaard Beinta Debes Astrið Foldarskarð     | 2016.03.13.             | feröeri bajnokság                                                    | Feröer, Vágur                                      |     |
| 4x200 m gyorsváltó   | 8:55,15  | Jana B. Thomsen Ásbjørg Hjelm Barbara Debes Signhild Joensen            | 2016.03.12.             | feröeri bajnokság                                                    | Feröer, Vágur                                      |     |
| 4x50 m vegyes váltó  | 2:14,45  | Cecilia Eysturdal Eva Trygvadóttir Óluva Jacobsen Turið S. Christiansen | 2010.06.20.             | DÅM 2010                                                             | Dánia, Gladsaxe                                    |     |
| 4x100 m vegyes váltó | 4:34,16  | Signhild Joensen Ásbjørg Hjelm Jonna B. Thomsen Jana B. Thomsen         | 2016.03.11.             | feröeri bajnokság                                                    | Feröer, Vágur                                      |     |

## Rövid pálya (25 m)

### Férfiak
| Szám                 | Idő      | Úszó                                                                   | Dátum       | Esemény                                    | Helyszín                      | Ref   |
| -------------------- | -------- | ---------------------------------------------------------------------- | ----------- | ------------------------------------------ | ----------------------------- | ----- |
| 50 m gyors           | 23,19    | Pál Joensen                                                            | 2009.07.02. | 2009-es Szigetjátékok                      | Åland, Godby                  | [ 3 ] |
| 100 m gyors          | 50,04    | Pál Joensen                                                            | 2009.07.01. | 2009-es Szigetjátékok                      | Åland, Godby                  | [ 4 ] |
| 200 m gyors          | 1:46,61  | Pál Joensen                                                            | 2008.12.14. | 2008-as rövid pályás úszó-Európa-bajnokság | Horvátország, Fiume           | [ 5 ] |
| 400 m gyors          | 3:40,12  | Pál Joensen                                                            | 2009.12.09. | 2009-es rövid pályás úszó-Európa-bajnokság | Törökország, Isztambul        | [ 6 ] |
| 800 m gyors          | 7:36,24  | Pál Joensen                                                            | 2011.12.17. | Duel in the Pool                           | USA, Atlanta                  |       |
| 1500 m gyors         | 14:26,54 | Pál Joensen                                                            | 2014.12.07. | 2014-es rövid pályás úszó-világbajnokság   | Egyesült Arab Emírségek, Doha |       |
| 50 m hát             | 25,22    | Magnus Jákupsson                                                       | 2012.03.31. | dán csapatbajnokság                        | Dánia, Esbjerg                |       |
| 100 m hát            | 54,45    | Magnus Jákupsson                                                       | 2012.04.01. | dán csapatbajnokság                        | Dánia, Esbjerg                |       |
| 200 m hát            | 1:59,98  | Magnus Jákupsson                                                       | 2011.12.11. | skandináv ifjúsági bajnokság               | Izland, Reykjavík             |       |
| 50 m mell            | 28,87    | Pauli Ø. Mohr                                                          | 2012.04.15. | HS-bajnokság                               | Feröer, Tórshavn              |       |
| 100 m mell           | 1:02,80  | Pál Joensen                                                            | 2015.06.29. | 2015-ös Szigetjátékok                      | Jersey Bailiffség             |       |
| 200 m mell           | 2:14,82  | Pál Joensen                                                            | 2015.07.02. | 2015-ös Szigetjátékok                      | Jersey Bailiffség             |       |
| 50 m pillangó        | 24,70    | Magnus Jákupsson                                                       | 2011.11.18. | Saint-Dizier                               | Franciaország, Saint-Dizier   |       |
| 100 m pillangó       | 54,66    | Magnus Jákupsson                                                       | 2012.11.27. | rövidpályás dán bajnokság                  | Dánia, Thisted                |       |
| 200 m pillangó       | 2:02,17  | Óli Mortensen                                                          | 2016.12.18. | dán csapatbajnokság                        | Dánia, Brønshøj               |       |
| 100 m vegyes         | 55,94    | Magnus Jákupsson                                                       | 2012.05.12. | feröeri bajnokság                          | Feröer, Tórshavn              |       |
| 200 m vegyes         | 2:01,97  | Pál Joensen                                                            | 2012.04.15. | HS-bajnokság                               | Feröer, Tórshavn              |       |
| 400 m vegyes         | 4:18,97  | Pál Joensen                                                            | 2012.04.15. | HS-bajnokság                               | Feröer, Tórshavn              |       |
| 4x50 m gyorsváltó    | 1:33,24  | Róland Toftum Óli Mortensen Pál Joensen Eyðbjørn Joensen               | 2015.06.30. | 2015-ös Szigetjátékok                      | Jersey Bailiffség             |       |
| 4x100 m gyorsváltó   | 3:26,31  | Eyðbjørn Joensen Pál Joensen Róland Toftum Óli Mortensen               | 2015.07.02. | 2015-ös Szigetjátékok                      | Jersey Bailiffség             |       |
| 4x200 m gyorsváltó   | 7:54,67  | Eyðbjørn Joensen Sofus Bech Jón Hofgaard Pál Joensen                   | 2011.11.05. | Ægir-bajnokság                             | Feröer, Klaksvík              |       |
| 4x50 m vegyes váltó  | 1:44,22  | Alvi Hjelm Pál Joensen Eyðbjørn Joensen Róland Toftum                  | 2015.06.29. | 2015-ös Szigetjátékok                      | Jersey Bailiffség             |       |
| 4x100 m vegyes váltó | 3:49,68  | Kári Jóannesarson á Høvdanum Pál Joensen Andrass Thomsen Pauli Ø. Mohr | 2009.07.01. | 2009-es Szigetjátékok                      | Åland, Godby                  |       |

### Nők
| Szám                 | Idő      | Úszó                                                                      | Dátum       | Esemény                                  | Helyszín               | Ref |
| -------------------- | -------- | ------------------------------------------------------------------------- | ----------- | ---------------------------------------- | ---------------------- | --- |
| 50 m gyors           | 26,04    | Guðrun Mortensen                                                          | 2011.12.11. | skandináv ifjúsági bajnokság             | Izland, Reykjavík      |     |
| 100 m gyors          | 57,41    | Elspa Mørkøre                                                             | 2007.10.27. | dán bajnokság                            | Dánia, Greve           |     |
| 200 m gyors          | 2:02,60  | Sára Ryggshamar Nysted                                                    | 2015.06.29. | 2015-ös Szigetjátékok                    | Jersey Bailiffség      |     |
| 400 m gyors          | 4:17.87  | Vár E. Eidesgaard                                                         | 2016.12.11. | skandináv ifjúsági bajnokság             | Dánia, Kolding         |     |
| 800 m gyors          | 8:54,23  | Vár E. Eidesgaard                                                         | 2016.04.22. | JM/MU                                    | Feröer, Klaksvík       |     |
| 1500 m gyors         | 16:55,18 | Vár E. Eidesgaard                                                         | 2017.03.26. | feröeri bajnokság                        | Feröer, Tórshavn       |     |
| 50 m hát             | 28,51    | Birita Debes                                                              | 2012.12.15. | 2012-es rövid pályás úszó-világbajnokság | Törökország, Isztambul |     |
| 100 m hát            | 1:01,39  | Signhild Joensen                                                          | 2017.03.24. | feröeri bajnokság                        | Feröer, Tórshavn       |     |
| 200 m hát            | 2:10,11  | Signhild Joensen                                                          | 2017.03.25. | feröeri bajnokság                        | Feröer, Tórshavn       |     |
| 50 m mell            | 32,70    | Ásbjørg Hjelm                                                             | 2015.05.14. | feröeri bajnokság                        | Feröer, Tórshavn       |     |
| 100 m mell           | 1:11,53  | Ásbjørg Hjelm                                                             | 2015.05.15. | feröeri bajnokság                        | Feröer, Tórshavn       |     |
| 200 m mell           | 2:36,12  | Emma Festirstein Nystrøm                                                  | 2014.05.18. | feröeri bajnokság                        | Feröer, Tórshavn       |     |
| 50 m pillangó        | 27,67    | Kristina Elin Thomsen                                                     | 2012.05.11. | feröeri bajnokság                        | Feröer, Tórshavn       |     |
| 100 m pillangó       | 1:01,93  | Poula Ø. Mohr                                                             | 2013.04.14. | HS-bajnokság                             | Feröer, Tórshavn       |     |
| 200 m pillangó       | 2:18,67  | Jonna B. Thomsen                                                          | 2015.07.02. | 2015-ös Szigetjátékok                    | Jersey Bailiffség      |     |
| 100 m vegyes         | 1:03,78  | Poula Ø. Mohr                                                             | 2013.05.11. | feröeri bajnokság                        | Feröer, Tórshavn       |     |
| 200 m vegyes         | 2:16,52  | Sára Ryggshamar Nysted                                                    | 2015.12.11. | skandináv ifjúsági bajnokság             | Norvégia, Bergen       |     |
| 400 m vegyes         | 4:50,30  | Sára Ryggshamar Nysted                                                    | 2015.12.12. | skandináv ifjúsági bajnokság             | Norvégia, Bergen       |     |
| 4x50 m gyorsváltó    | 1:46,94  | Astrið Foldarskarð Beinta Debes Lív E. Eidesgaard Vár E. Eidesgaard       | 2016.05.07. | feröeri bajnokság                        | Feröer, Tórshavn       |     |
| 4x100 m gyorsváltó   | 3:54,02  | Astrið Foldarskarð Vár E. Eidesgaard Signhild Joensen Sára Nystrøm        | 2015.07.02. | 2015-ös Szigetjátékok                    | Jersey Bailiffség      |     |
| 4x200 m gyorsváltó   | 8:58,93  | Sára Ryggshamar Nysted Jana B. Thomsen Signhild Joensen Vár E. Eidesgaard | 2015.12.12. | skandináv ifjúsági bajnokság             | Norvégia, Bergen       |     |
| 4x50 m vegyes váltó  | 1:58,86  | Signhild Joensen Ásbjørg Hjelm Astrið Foldarskarð Sára Nystrøm            | 2015.06.30. | 2015-ös Szigetjátékok                    | Jersey Bailiffség      |     |
| 4x100 m vegyes váltó | 4:22,92  | Signhild Joensen Ásbjørg Hjelm Jonna B. Thomsen Cecilia Eysturdal         | 2015.05.15. | feröeri bajnokság                        | Feröer, Tórshavn       |     |